# Troonzaal

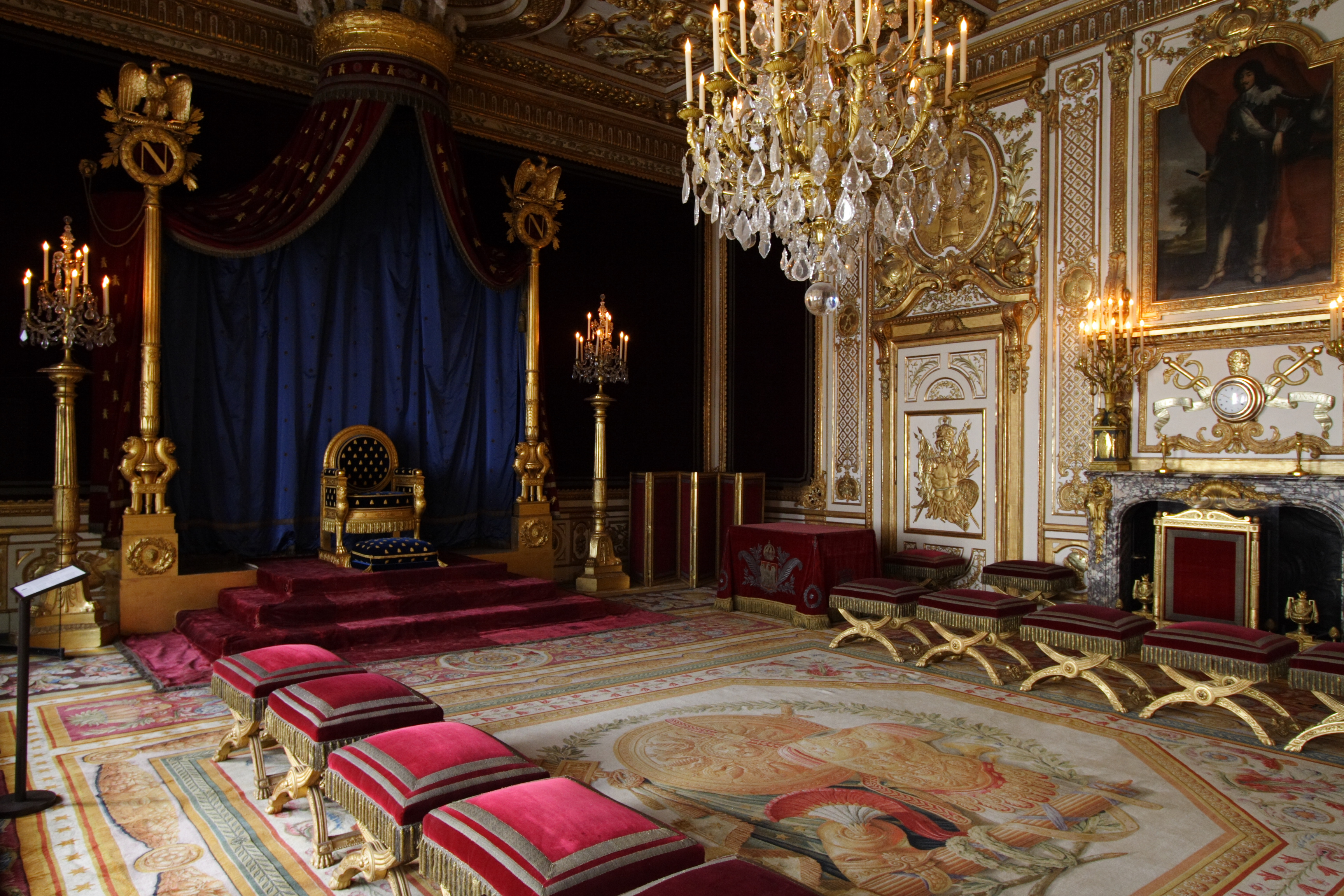
Troonzaal van keizer Napoleon in het paleis Fontainebleau

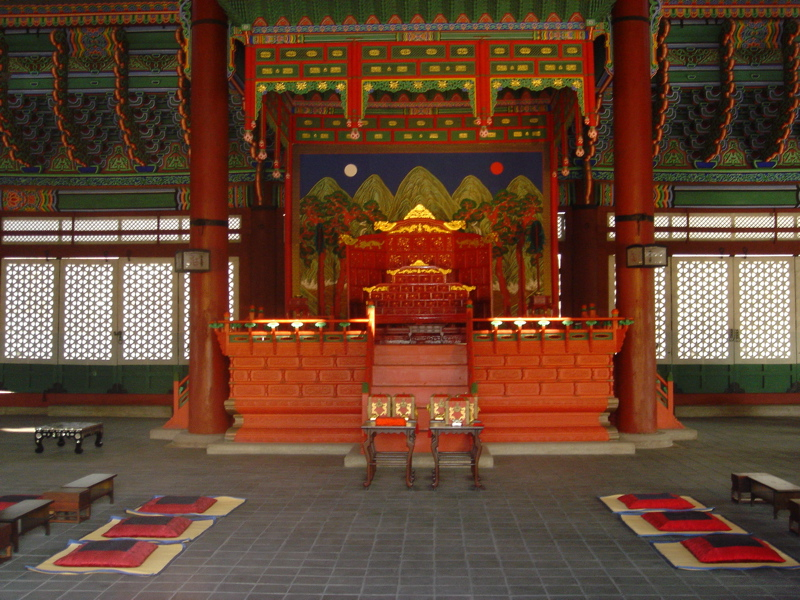
Troonzaal van het paleis Gyeongbokgung in Seoel

Een troonzaal is een ruimte in een koninklijk paleis waar de monarch in vroeger tijden hof hield. Elk koninklijk paleis had een troonzaal, zodat de vorst overal hof kon houden wanneer hij of zij door het land reisde. Het was een rijk versierde zaal waar de troon van de vorst stond, meestal op een verhoging met een trapje, en vaak onder een baldakijn. Soms stond er ook een tweede troon voor de echtgenote of echtgenoot van de monarch.
In de troonzaal hield de monarch audiëntie en voerde er andere officiële taken als vorst uit, zoals rechtspreken, het overzien van belangrijke ceremonieën en het ontvangen van eerbetuigingen en hooggeplaatste gasten. Ook werd de ruimte gebruikt als feest- of balzaal van het hof. De troonzaal had een voornamelijk ceremoniële functie; een andere ruimte werd meestal gebruikt als echte werkkamer. Vandaag de dag heeft de troonzaal een puur ceremoniële functie of in veel gevallen zelfs geen enkele functie meer. Gasten van een monarch worden nu meestal ontvangen in een salon.
Ook niet-koninklijke paleizen kunnen een troonzaal hebben. Zo heeft het Aartsbisschoppelijk Paleis van Mechelen een troonzaal. Ook het Patriarchaat van Constantinopel heeft een troonzaal. Hier is het Evangeliarium op de troon geplaatst en zit de patriarch op een lager geplaatste zetel voor de troon.

## België
In België is de troonzaal van het Koninklijk Paleis van Brussel nog steeds in gebruik voor ceremoniële functies door de koning. De troonzaal werd gebouwd in opdracht van Leopold II en versierd met vier bas-reliëfs van Auguste Rodin. De zaal heeft bronzen luchters en een parket van eikenhout en exotische houtsoorten. Hier ondertekende Leopold III op 16 juli 1951 zijn troonsafstand.

## Nederland
In Nederland is geen troonzaal meer in gebruik door de monarch. De enige Nederlandse paleiszaal die de naam "troonzaal" draagt is in het Paleis op de Dam in Amsterdam. Deze voormalige Schepenzaal, waar oorspronkelijk recht werd gesproken, werd door koning Lodewijk Bonaparte omgevormd tot troonzaal. De troon stond op een verhoging voor de grote schoorsteen. De muren waren bespannen met geplooid rood satijn en er hingen rode fluwelen draperieën afgezet met goudborduursel. De troon nam zoveel ruimte in dat het schilderij van Ferdinand Bol boven de schouw niet meer te zien was. In 2009 werd de gerestaureerde zaal gepresenteerd aan de toenmalige koningin Beatrix. De zaal wordt tegenwoordig gebruikt voor ontvangsten.

## Afbeeldingen

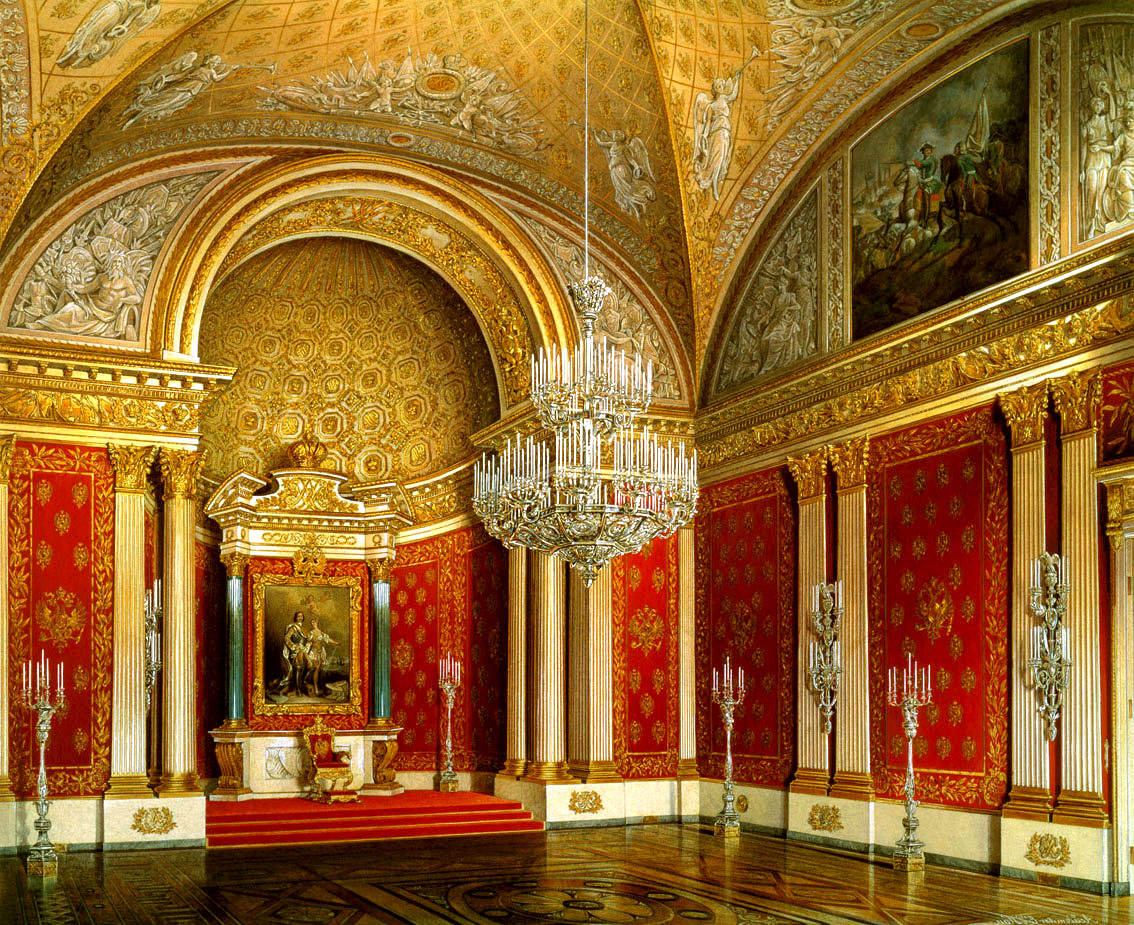
Kleine troonzaal van Peter de Grote in het Winterpaleis
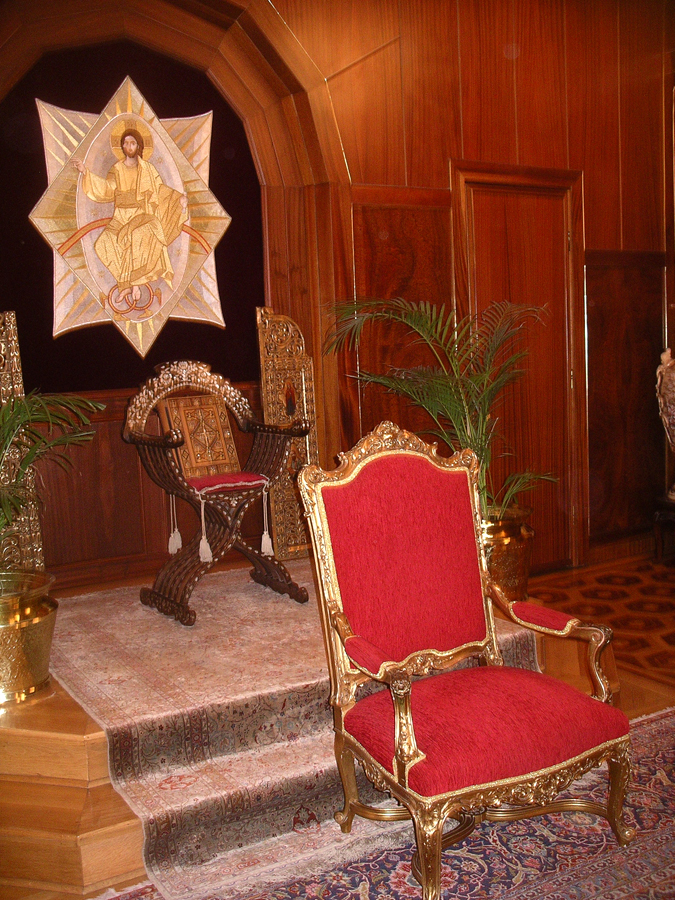
Troonzaal in het Patriarchaat van Constantinopel
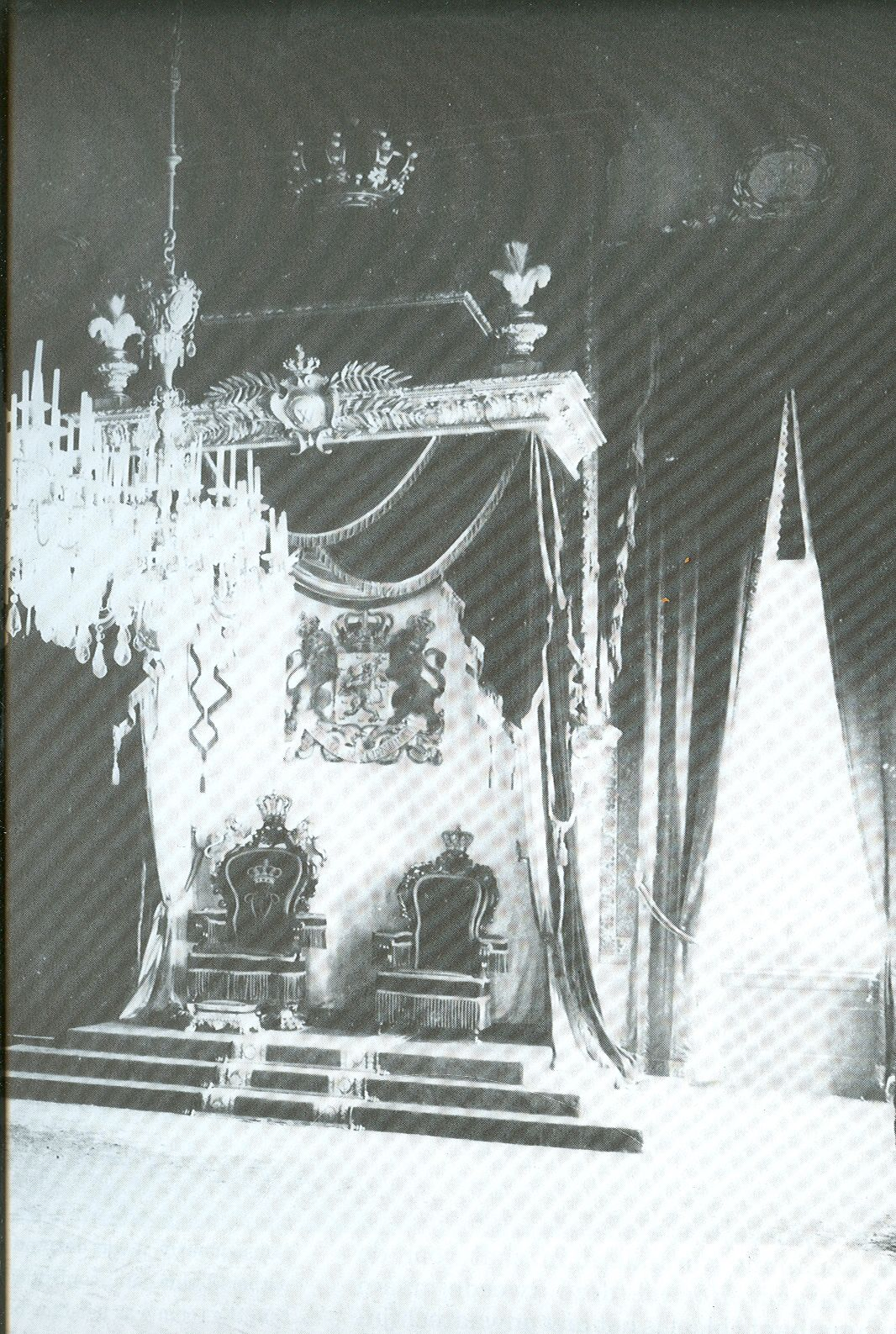
De Troonzaal (vroeger Schepenzaal) van het Paleis op de Dam in Amsterdam (foto uit 1900)